# Sporting Club Juvecaserta
Sporting Club Juvecaserta, conocido también por motivos de patrocinio como Decò Caserta, es un club de baloncesto italiano con sede en Caserta, Campania. Es heredero del antiguo Sporting Club Juventus que funcionó entre 1951 y 1998. Compite en la Serie A2 Este, la segunda división del baloncesto en Italia.

## Patrocinadores
Por motivo de patrocinio, el club ha tenido diversos nombres a lo largo de su historia:
- Juventus Caserta (1975-1976, 1978-1979)
- Il Diario Caserta (1979-1980)
- Latte Matese Caserta (1980-1982)
- Indesit Caserta  (1982-1985)
- Mobilgirgi Caserta (1985-1987)
- Snaidero Caserta (1987-1989)
- Phonola Caserta (1989-1993)
- Onyx Caserta  (1993-1994)
- Pepsi Caserta (2000-2001)
- Centro Energía Caserta (2001)
- Ellebielle Caserta (2001-2002)
- Centro Energía Caserta (2002-2003)
- Pepsi Caserta (2003-2008)
- Eldo Caserta (2008-2009)
- Pepsi Caserta (2009-2011)
- Otto Caserta (2012)
- Juve Caserta (2013)
- Pasta Reggia Caserta (2013-2017)
- Decò Caserta (2017-)

## Posiciones en Liga
- 1998 - (11-A2)
- 1999 - (A2)
- 2000 - (B1)
- 2001 - (11-B1)
- 2002 - (3-B1)
- 2003 - (8-B1)
- 2004 - (4-B1)
- 2005 - (9-2)
- 2006 - (5-2)
- 2007 - (3-2)
- 2008 - (3-2)
- 2009 - (13-A)
- 2010 - (2)
- 2011 - (11)
- 2012 - (16)
- 2013 - (9)
- 2014 - (9)
- 2015 - (16)
- 2016 - (14)

## Palmarés
- 1 Liga Italiana: 1991.
- 1 Copa de Italia: 1988.
- 1 Playoffs Legadue: 2008.

## Jugadores destacados
| - Marcel de Souza - Marco Aurélio Pegolo dos Santos (Chuí) - Oscar Schmidt - Bozhidar Avramov - Georgi Glouchkov - Dejan Ivanov - Antti Nikkilä - Thierry Zig - Guy Goodes - Davide Ancilotto - Claudio Bonaccorsi - Alberto Brembilla - Lorenzo Carraro - Sandro Dell'Agnello - Vincenzo Esposito - Damiano Faggiano - Cristiano Fazzi - Francesco Foiera - Alessandro Frosini - Luca Garri - Pietro Generali (baloncestista) - Ferdinando Gentile - Stefano Gentile - Andrea Ghiacci - Francesco Longobardi - Andrea Michelori - Marco Mordente | - Diego Pastori - Fulvio Polesello - Stefano Rusconi - Valerio Spinelli - Giacomantonio Tufano - Žygimantas Jonušas - Antanas Kavaliauskas - Jeleel Akindele - Łukasz Koszarek - Marko Tušek - Stevan Jelovac - Zoran Slavnić - Horacio "Tato" López - Cadillac Anderson - Joe Arlauckas - Anthony Avent - Derrick Battie - Charlie Bell (baloncestista) - Timothy Bowers - Jeff Brooks - Jamal Butler - Eric Chatfield - Randolph Childress - Kris Clack - Clifton Clark - Sean Colson - Tony Easley | - Shan Foster - Tellis Frank - Frank Gaines - Evric Gray - Stefhon Hannah - Richard Howell - Horace Jenkins - Jumaine Jones - Marcus Kennedy - Monty Mack - Pace Mannion - Bill McCaffrey - BJ McKie - John Mengelt - Larry Moffett - Rodney Monroe - Cameron Moore - Ronald Moore - Josh Powell - Chris Roberts - Charles Shackleford - Tom Scheffler - Carleton Scott - Charles Shackleford - Brian Shorter - Ronald Slay - Andre Smith | - Wayne Tinkle - Bernard Toone - Kareem Townes - Elton Tyler - Kyle Visser - Nic Wise - Leon Wood - Sam Young - - Diego Ciorciari - - Aaron Doornekamp - - Andrija Stipanović - - Aleksandar Ćapin - - Olumide Oyedeji - - Weyinmi Efejuku - - Guillermo Díaz (baloncestista) - - David Brkic - - Mychal Thompson - - Henry Domercant - - Andre Collins - - Eric Williams - - Chris Heinrich - - Jay Larrañaga - - Kevin Fletcher - - Ebi Ere - - Kevin Van Veldhuizen |